# Dominique Pagani
Pour les articles homonymes, voir Pagani (homonymie).
Dominique Pagani, né le 6 février 1945, est un philosophe français. Il a également été un proche ami et collaborateur du philosophe et sociologue Michel Clouscard,,. Il est notamment grand connaisseur de Gérard de Nerval, Rousseau, Hegel et Marx, et a développé avec Michel Clouscard une sociologie de la consommation musicale.

## Biographie
Né au Viêt-nam, à Hanoi en 1945, il y commence sa scolarité qu’il poursuit en Afrique subsaharienne (au moment où les États de la région entament le processus de leur prochaine indépendance), jusqu’en classe de seconde.
Il finit le cycle secondaire en métropole et entame une licence de philosophie à Paris-Sorbonne. C’est à cette époque qu’il se rapproche d’Henri Lefèbvre, Arthur Adamov et surtout de Michel Clouscard, au moment où ce dernier achève la rédaction de sa thèse de doctorat, L'Être et le Code. Dominique Pagani ne cessera par la suite d’insister sur le caractère décisif de cette rencontre.
Durant l’été 1967, il convainc Michel Clouscard de se déplacer jusqu'à Calvi pour lui présenter son ami René Caumer, restaurateur et fondateur du Festival de jazz de Calvi,, ainsi que Louis Schiavo, égyptologue et artiste plasticien. La formation de ce groupe d'amis deviendra déterminante dans l'œuvre de Pagani et Clouscard, comme décrit dans le livre Avec Clouscard de François de Negroni, qui viendra compléter ce groupe d'amis au cours de l'été 1978.
Ayant achevé sa Maîtrise de Philosophie à Lyon, sous la direction de Bernard Bourgeois, Dominique Pagani enseigne alors en région parisienne et, à partir de 1973 en Côte d’ivoire, comme contractuel local.
En 1980, il devient responsable de la conception de manuels scolaires en liaison avec les pédagogues africains — chez Edicef/Hachette — à destination des pays où le français est la langue officielle, non maternelle, (essentiellement les Etats d’Afrique francophone). Il exerce ses fonctions jusqu’en 1988, puis obtient un poste de direction générale pour le lancement du CMJN de Niort (salon des supports et media éducatifs).
Il repart en 1990 pour les régions sub-sahariennes, comme chef de projet du CFPM “El hadj TAYA”, (Centre de formation musicale de Niamey au Niger), pour le compte du ministère nigérien de la culture, de la jeunesse et des sports, jusqu'en 1997. Sur les avancées de ce centre, les Éditions L'Harmattan publieront en 2001 l'ouvrage du sociologue Bernard Rosselot Aventuriers et griots, de la galère à la profession : Autour du Centre de formation et de promotion musicale El Hadji Taya de Niamey, parcours de vie et apprentissage des métiers de la musique.

## Travaux philosophiques
Dès 1981, Michel Clouscard lui avait dédié son livre Le Capitalisme de la séduction : comme l’auteur l'indique en exergue de l'ouvrage, Dominique Pagani a pu contribuer à la modélisation de quelques passages, en particulier ceux qui abordent la sociologie de la consommation musicale.
Très investi dans les études hégéliennes, il publie en 2010 Féminité et communauté chez Hegel aux éditions Delga , dont la recension dans Les Lettres Françaises saluera "le courage" de l'auteur à s'attaquer à "instruire avec Hegel le procès du romantisme, moment où la « subjectivité infinie » déchaîne son ambiguïté mortifère, moment qui n’est rien d’autre que le moment de la conscience moderne, la nôtre : « celle du romantique germano-américain qui domine le monde depuis la défaite de Napoléon »". Cet ouvrage influencera l'écriture du livre Hegel féministe par Jean-Baptiste Vuillerod, comme indiqué dans la préface de ce dernier.
Dans son livre Moins que rien : Hegel et l'ombre du matérialisme dialectique, Slavoj Žižek se réfère au livre Féminité et communauté chez Hegel de Dominique Pagani, sur le sujet de "la négation de la négation" en tant que loi universelle de la dialectique.
L'association Avec Dominique Pagani est fondée par ses lecteurs dans le but de diffuser sa pensée. Avec l'association, il publie de nombreuses vidéos d'éducation populaire et d'initiation à la philosophie.
Les éditions Delga publieront ensuite Pagani sans détours : Initiation à la philosophie, livre où Alexis Manago, membre de l'association, reprend et synthétise deux années de conférences filmées et publiées sur la chaine YouTube de Dominique Pagani. Le Monde diplomatique résume l'enjeu du livre au questionnement suivant : "Comment une initiation à la philosophie mène-t-elle à une réflexion sur la modernité ? Fort de l’héritage hégélien, l’enseignement de Dominique Pagani […] ne dissocie pas pratique de la philosophie et intelligence de son histoire."
Aliocha Allard a réalisé le court métrage "La Fausse Note", interview filmée de Dominique Pagani autour de thématiques musicales et de Miles Davis.

## Publications
- Féminité et communauté chez Hegel, Le rapport de l’esthétique au politique dans le Système. Éditions Delga, 2010[19]
- L'oralité coloniale, article publié dans Corse-Colonies. Colloque 19-20 septembre 2002. A. Piazzola, 2004[20]
- Postface du livre Le Savoir-vivre intellectuel de François de Negroni, Editions Delga, 2006[21]
- Postface du livre Néo-fascisme et idéologie du désir de Michel Clouscard, Editions Delga, 2008[22]
- Préface du Projet De Constitution Pour La Corse De Jean-Jacques Rousseau, Editions Delga et Edition Materia Scritta, 2012[23]
- Préface du livre Négritude et Négrologues de Stanislas Adotevi, Edition Materia Scritta, 2017[24]
- Préface du livre Oxymoriques de Samira Fall, Edition Materia Scritta, 2017[25]
- Préface du livre Pourquoi je suis communiste de Loïc Chaigneau, Editions Delga, 2019
- Préface du livre Des Veaux et des choses de Dominique Mazuet, Editions Delga, 2020
- Préface du livre La critique du néokantisme chez Michel Clouscard de Simon Verdun, Editions Delga, 2021

## Œuvres sur sa pensée
- Alexis Manago, Pagani sans détours: Initiation à la philosophie, Éditions Delga, 2019[26]

## Films
- Le choc des cultures, de Souleymane Mamane, film documentaire sur le centre “El hadj TAYA” au Niger, 1992[27]
- Tout est permis, mais rien n'est possible, de Ossian Gani et Fabien Trémeau, film documentaire sur la pensée de Clouscard, Editions Delga, 2012[28]
- L'île du peuple, de Bertrand Puysségur et Olivier Nadaud, film documentaire sur la notion de "peuple" depuis la révolution française, UPSD, 2015[29]
- La fausse note, de Aliocha Allard, entretien sur la musique avec Dominique Pagani, 2017